# ノビ (プロゲーマー)
ノビは日本のプロゲーマー。2015年にorzがスポンサーになりプロ入り。2016年1月より山佐がスポンサーになった。
鉄拳シリーズを得意とし、世界大会で3度も優勝する実績を残している。使用キャラクターは「セルゲイ・ドラグノフ」。同じ山佐に所属するユウ、タケと一緒に活動している。
また、選手として大会に出場するだけでなく、ユウ、タケと共に鉄拳の講習会を開催して、プレイヤーの技術の底上げを図っている。

## 実績
- 2011年 WCG 2011『鉄拳6』優勝
- 2015年
  - EVO 2015『鉄拳7』優勝[2]
  - THE KING OF IRON FIST TOURNAMENT 2015『鉄拳7』優勝[3]

## 書籍
突撃!となりのプロゲーマーII
くつきかずやによる漫画。ユウと一緒に出演している。